# ETHE1
ETHE1 (англ. ETHE1, persulfide dioxygenase) – білок, який кодується однойменним геном, розташованим у людей на короткому плечі 19-ї хромосоми. Довжина поліпептидного ланцюга білка становить 254 амінокислот, а молекулярна маса — 27 873.
| 10         |  | 20         |  | 30         |  | 40         |  | 50         |
| ---------- |  | ---------- |  | ---------- |  | ---------- |  | ---------- |
| MAEAVLRVAR |  | RQLSQRGGSG |  | APILLRQMFE |  | PVSCTFTYLL |  | GDRESREAVL |
| IDPVLETAPR |  | DAQLIKELGL |  | RLLYAVNTHC |  | HADHITGSGL |  | LRSLLPGCQS |
| VISRLSGAQA |  | DLHIEDGDSI |  | RFGRFALETR |  | ASPGHTPGCV |  | TFVLNDHSMA |
| FTGDALLIRG |  | CGRTDFQQGC |  | AKTLYHSVHE |  | KIFTLPGDCL |  | IYPAHDYHGF |
| TVSTVEEERT |  | LNPRLTLSCE |  | EFVKIMGNLN |  | LPKPQQIDFA |  | VPANMRCGVQ |
| TPTA       |  |            |  |            |  |            |  |            |

A: Аланін

C: Цистеїн

D: Аспарагінова кислота

E: Глутамінова кислота

F: Фенілаланін

G: Гліцин

H: Гістидин

I: Ізолейцин

K: Лізин

L: Лейцин

M: Метіонін

N: Аспарагін

P: Пролін

Q: Глутамін

R: Аргінін

S: Серин

T: Треонін

V: Валін

Кодований геном білок за функціями належить до оксидоредуктаз, фосфопротеїнів. 
Задіяний у такому біологічному процесі, як ацетилювання. 
Білок має сайт для зв'язування з іонами металів. 
Локалізований у цитоплазмі, ядрі, мітохондрії.